# Tremulous
Tremulous es un videojuego de acción en primera persona, con ambientación futurista. Es software libre y totalmente gratuito.
Los jugadores pueden elegir entre 2 equipos: alienígenas o humanos. Ambos bandos pueden construir estructuras: los aliens nacen de huevos cada vez que mueren mientras que los humanos nacen de telenodos. La construcción de las bases incluye estructuras de defensa con el objetivo de proteger los nodos/huevos 
El objetivo del juego es eliminar al equipo contrario matando a todos sus componentes y destruyendo las estructuras que les permiten volver a nacer. Al matar enemigos se obtienen créditos para comprar mejores armas y escudos en el caso de los humanos o evolucionar a un ser más poderoso en el caso de los aliens.
En el juego existen tres etapas. La forma de alcanzar estas etapas es cuando las muertes que consigue un bando suman cierto número. Cuando un bando pasa a la siguiente etapa consigue nuevas armas o evoluciones posibles con lo que se hace más poderoso. Alcanzar la siguiente etapa antes que el equipo contrario da una gran ventaja sobre éste.

## Aliens

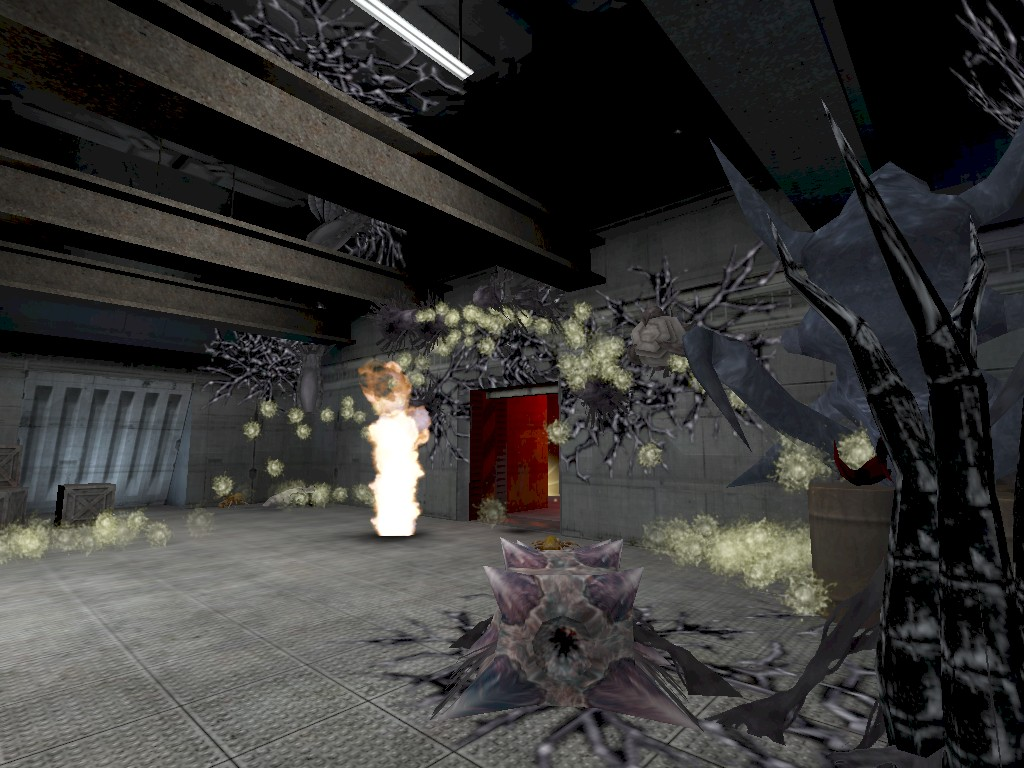
Granada explotando en una base alienígena

Los aliens como recompensa por la construcción de estructuras y/o cobrarse la vida de un desafortunado humano derribado en el encuentro, ganan puntos de evolución que podrán ser empleados en nuevas evoluciones. Los puntos máximos de evolución acumulados no supera los 9, obligándolos a hacer uso de ellos o compartirlos con el resto del equipo. A pesar de ello, no todos los servidores permiten compartirlos.

Al iniciar el juego o regresar de una desafortunada muerte, el jugador tiene dos clases de aliens a su elección: Dretch y Granger.

### Clases

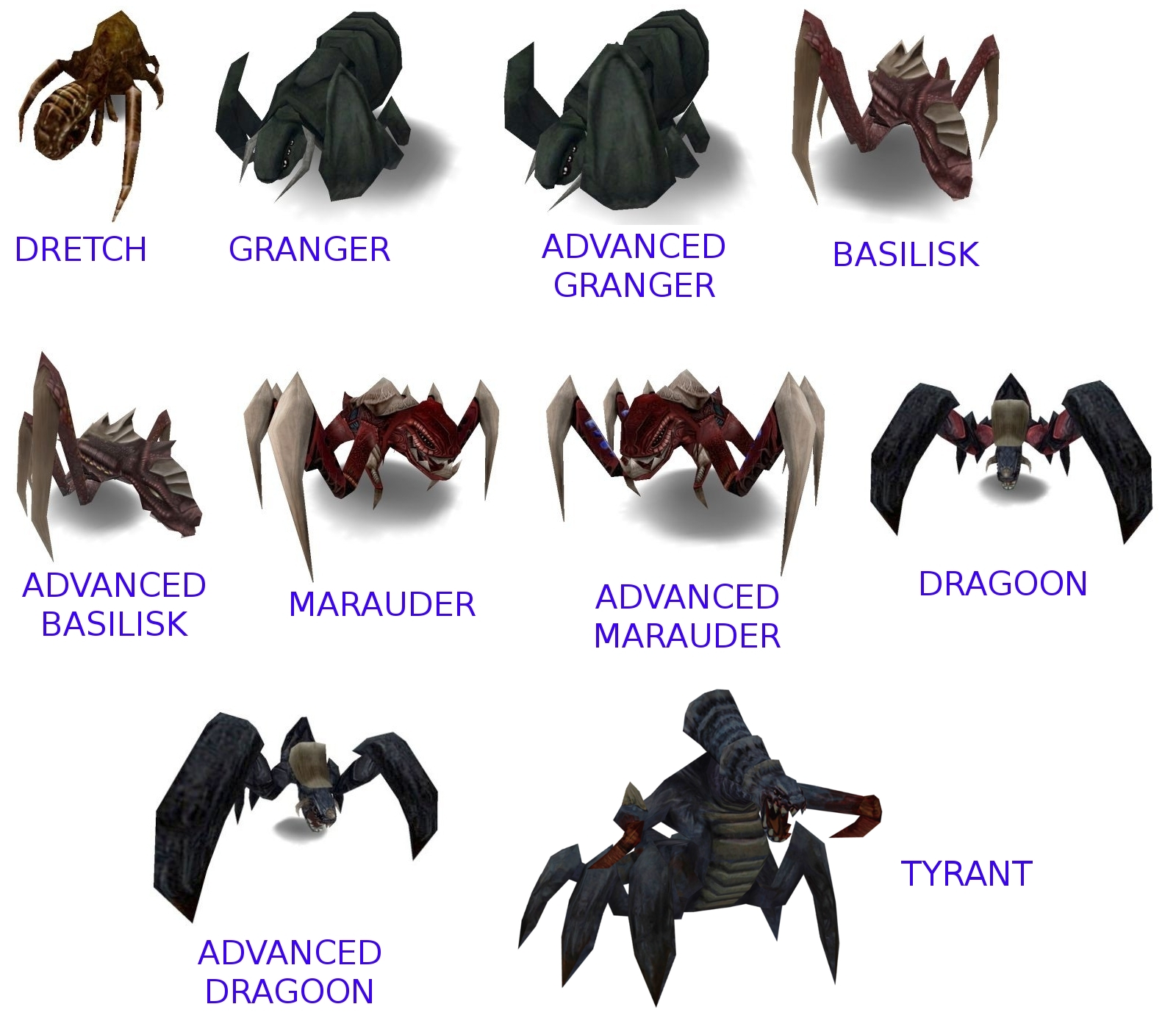
Clases

Los aliens pueden utilizar sus huevos para evolucionar en nuevas criaturas. Las evoluciones disponibles dependen de la etapa del juego en que se encuentren y de la cantidad de evos que tienen en reserva. Sólo se puede evolucionar si el overmind está construido.
| Nombre            | Descripción | Requisitos |
| Granger           | El granger tiene la capacidad de construir estructuras alienígenas y deconstruirlas. El ataque primario abre un menú con las estructuras a construir, una vez seleccionada, mostrará en la pantalla la forma de la estructura en verde si es posible colocarla en ese lugar o en rojo si no se puede. Cuando la estructura esté situada en el lugar adecuado se coloca pulsando ataque primario otra vez. Para cancelar la selección basta con pulsar el botón de ataque secundario (clic derecho). Después de construir o eliminar una estructura aparecerá un indicador de tiempo durante el cual no podrá construir ni eliminar estructuras. | Etapa 1.   |
| Advanced granger  | Tiene las mismas capacidades que el granger con algunas mejoras. Es más rápido y es capaz de trepar por paredes y techos, con el botón derecho del ratón ataca y con el botón central escupe bolas que ralentizan a los humanos, además de provocar un daño mínimo. | Etapa 2.   |
| Dretch            | Es la unidad más débil, aunque la más rápida del juego. Puede trepar por techos y paredes y ataca simplemente tocando al enemigo. | Etapa 1.   |
| Basilisk          | Ataca pulsando el botón izquierdo del ratón y puede bloquear a un humano cuando lo toca impidiendo que se dé la vuelta para poder defenderse. Es capaz de trepar por las paredes. | Etapa 1.   |
| Advanced basilisk | Tiene un poco más de vida que el basilisk y un ataque secundario que consiste en lanzar un gas venenoso. La víctima pierde el equilibrio y se balancea teniendo dificultades para disparar mientras pierde vida poco a poco. | Etapa 2.   |
| Marauder          | Tiene la habilidad de rebotar en las paredes cuando salta (manteniendo apretado el botón de salto) y es una unidad rápida y esquiva. Ataca pulsando el botón izquierdo del ratón. | Etapa 1.   |
| Advanced marauder | Esta mejora del marauder tiene más vida y salta más alto. Con el clic derecho del ratón lanza descargas eléctricas que dañan tanto a los humanos como a las estructuras. | Requisitos |
| Dragoon           | El dragoon muerde con el ataque primario y salta con el ataque secundario. Al pulsar el botón secundario del ratón y sin soltarlo el dragoon se inclinara hacia atrás y cargará el salto, cuanto más tiempo se mantenga más potente será el salto (hasta un límite). En esta posición el dragoon caminará más despacio. Es posible recargar el salto mientras se permanece en el aire, de forma que al caer el salto vuelva a estar cargado al máximo y se pueda volver a utilizar para huir más rápido por ejemplo. | Requisitos |
| Advanced dragoon  | Aparte de las habilidades del dragoon es más rápido, sus saltos llegan más lejos y tiene más vida. Tiene un tercer ataque que consiste en escupir unas bolas. Dispone de tres disparos y se van regenerando poco a poco una vez gastados. | Etapa 3.   |
| Tyrant            | Es la unidad más poderosa del juego y la que más vida tiene. Su ataque principal puede matar a un humano de un solo golpe o de tres golpes si tiene la armadura de combate. Su ataque secundario es mantener el botón derecho del ratón pulsado mientras anda para iniciar una carga que arrolla todo cuanto encuentra a su paso provocando daño en humanos y estructuras. | Etapa 3.   |

### Estructuras
| Nombre      | Descripción | Requisitos |
| Overmind    | El Overmind es la principal estructura de los alienígenas. Si se destruye el Overmind los alienígenas no podrán construir otras estructuras ni evolucionar. Es capaz de dañar a humanos que estén cerca y se regenera poco a poco en caso de ser dañado, como todas las estructuras pertenecientes al grupo alienígena. | Etapa 1.   |
| Egg (huevo) | De esta estructura nacen los alienígenas cada vez que mueren. Los alienígenas pueden nacer en forma de dretch o de granger, (avanzado si el equipo se encuentra en la etapa 2). | Etapa 1.   |
| Acid tube   | Es la estructura de defensa básica de los aliens. Lanza chorros de ácido que dañan a los humanos en un corto radio de acción. | Etapa 1.   |
| Barricade   | Esta estructura tiene gran resistencia y protege otras estructuras de los disparos enemigos. También sirve para bloquear el paso a los humanos y así ganar tiempo. | Etapa 1.   |
| Trapper     | Lanza unas bolas que atrapan a los humanos que alcanzan. El radio de acción es en línea recta y se deben poner en techos o paredes. Combinado con acid tubes son muy efectivos. | Etapa 2.   |
| Booster     | En su corto radio de acción hace que los alien regeneren su vida más rápido y da una carga de veneno que añade daño extra cuando el alien ataca envenenando al humano y quitándole vida poco a poco. | Etapa 2.   |
| Hovel       | Permite a los grangers esconderse dentro para protegerse del enemigo. Sólo se permite construir uno. | Etapa 3.   |
| Hive        | Aloja miles de insectos que atacarán y perseguirán a cualquier humano que entre en su radio de acción. | Etapa 3.   |

## Humanos
Los humanos consiguen créditos por el daño infligido a los álienes cuando estos mueren, siendo repartidos proporcionalmente a la cantidad de vida que cada humano le ha quitado al alien. El límite de créditos es 2000.

### Armas
| Nombre                       | Descripción | Requisitos       |
| Kit de construcción          | Permite construir, deconstruir y reparar las estructuras humanas. Después de construir o eliminar una estructura hay que esperar un tiempo (que se indica en la esquina inferior izquierda de la pantalla) para poder volver a usar el kit de construcción. | Etapa 1          |
| Kit de construcción avanzado | Está disponible en la armería a partir de la etapa 2. Permite construir estructuras más avanzadas. | Etapa 2          |
| Blaster                      | Todos los humanos llevan esta arma que proporciona un daño mínimo, pero consta de munición ilimitada. | Siempre incluido |
| Rifle                        | Es el arma básica con la que nacen los humanos y tiene seis recargas de treinta balas cada una. | Etapa 1.         |
| Pain saw                     | Es la única arma de combate cuerpo a cuerpo de los humanos, provoca gran daño aunque a costa de tener que acercarse a los álienes. | Etapa 1.         |
| Shotgun                      | La escopeta es un arma poderosa con ocho cartuchos y tres recargas más de ocho cartuchos también. | Etapa 1.         |
| Las Gun                      | Es un arma rápida y efectiva a larga distancia. Tiene 200 balas o 300 si se compra el battery pack. | Etapa 1.         |
| Mass Driver                  | Tiene mira telescópica y es capaz de matar un dretch de un solo disparo. Su cadencia de disparo es algo baja, pero la bala llega instantáneamente a su objetivo. Dispone de cinco balas o siete con el battery pack y de cuatro recargas. | Etapa 1          |
| Chaingun                     | Es un arma muy poderosa con una velocidad de disparo elevadísima. Tiene 300 balas y se mueve al disparar si un humano la sujeta de pie. Para que no se mueva y apuntar bien el humano debe agacharse o llevar el battlesuit. | Etapa 1          |
| Pulse rifle                  | Tiene una elevada velocidad de disparo y es poderosa, pero las balas son lentas. Tiene 50 balas o 75 con el battery pack, con 4 recargas extra. | Etapa 2.         |
| Granada                      | Al lanzarla pasan unos segundos antes de explotar provocando un gran daño a todo lo que esté en su radio de alcance. Es ideal soltarla antes de morir para intentar alcanzar al atacante. | Etapa 2.         |
| Lanzallamas                  | Es un arma incendiaria de corto alcance con 150 balas. Si no se usa con cuidado puede dañar al que lo lleva. | Etapa 2.         |
| Lucifer Cannon               | Es el arma más poderosa. Mientras se mantiene pulsado el disparo se va cargando hasta consumir 10 puntos de energía que, si no se suelta a tiempo explota dentro del arma dañando al portador. Lanza grandes bolas de energía que avanzan lentas. Es devastador contra estructuras y alienígenas, aunque es complicado alcanzarles debido a la lentitud de la bola de energía, al explotar en el suelo o en el objetivo daña todo lo que está en su radio de acción. | Etapa 3.         |

### Mejoras
| Nombre          | Descripción | Requisitos |
| Armadura ligera | Protege el torso y las piernas. | Etapa 1    |
| Helmet          | Protege la cabeza y da una visión de radar que localiza a los álienes cercanos aunque no estén en el radio de visión. | Etapa 2    |
| Kit médico      | En las estaciones médicas se consigue este kit que permite curar la vida progresivamente cuando se usa en medio del combate.                                                                                                 | Etapa 1    |
| Battery pack    | Permite aumentar la carga de munición en las armas de energía: lucifer cannon, las gun, pulse rifle y mass driver. | Etapa 1    |
| Jet pack        | No se puede comprar junto con la batería, con este dispositivo se puede volar para desplazarse a terrenos inaccesibles de otra forma o ir más rápido a ciertos sitios. Sólo funcionará si el reactor está en funcionamiento. | Etapa 2    |
| Battlesuit      | Es la armadura más poderosa, aunque es muy ruidosa. No se puede usar en combinación con el battery pack, la armadura ligera, el helmet o el jet pack.                                                                        | Etapa 3    |

### Estructuras
| Nombre             | Descripción | Requisitos |
| Reactor            | Es la estructura principal de los humanos, sin el reactor no funciona ninguna otra estructura (salvo los nodos), ni se puede construir otra que no sea él mismo.                                                                       | Etapa 1    |
| Telenodo           | De aquí nacen los humanos. Es la única estructura que continúa funcionando sin el reactor. | Etapa 1    |
| Machine Gun Turret | Es la defensa básica de los humanos. Seguirá a todo alien que entre en su radio de acción hasta que sea eliminado o se aleje. | Etapa 1    |
| Generador Tesla    | Esta estructura defensiva lanzará un rayo eléctrico a cualquier alien que entre en su radio de acción. Para su funcionamiento es indispensable que esté funcionando el "defence computer".                                             | Etapa 3    |
| Armoury            | Permite comprar y vender armas, armaduras, munición y el resto de objetos del juego. Es esencial para los humanos. | Etapa 1    |
| Defence Computer   | Coordina el ataque de las torretas de defensa evitando que ataquen todas al mismo objetivo. Es esencial para que funcionen las Tesla Generator. En la versión 1.2 no tendrá ningún efecto sobre las torretas ni sobre los teslas.      | Etapa 2    |
| Estación médica    | Cura a las unidades y da automáticamente el Kit médico cuando ha recuperado toda la vida del humano. Sólo puede curarse un humano cada vez.                                                                                            | Etapa 1    |
| Repetidor          | La energía del reactor es imprescindible para poder construir, pero solo llega a cierta distancia a su alrededor. Los repetidores permiten construir más allá de ese radio para hacer bases avanzadas o extender la base a otro sitio. | Etapa 2    |

## Lanzamiento

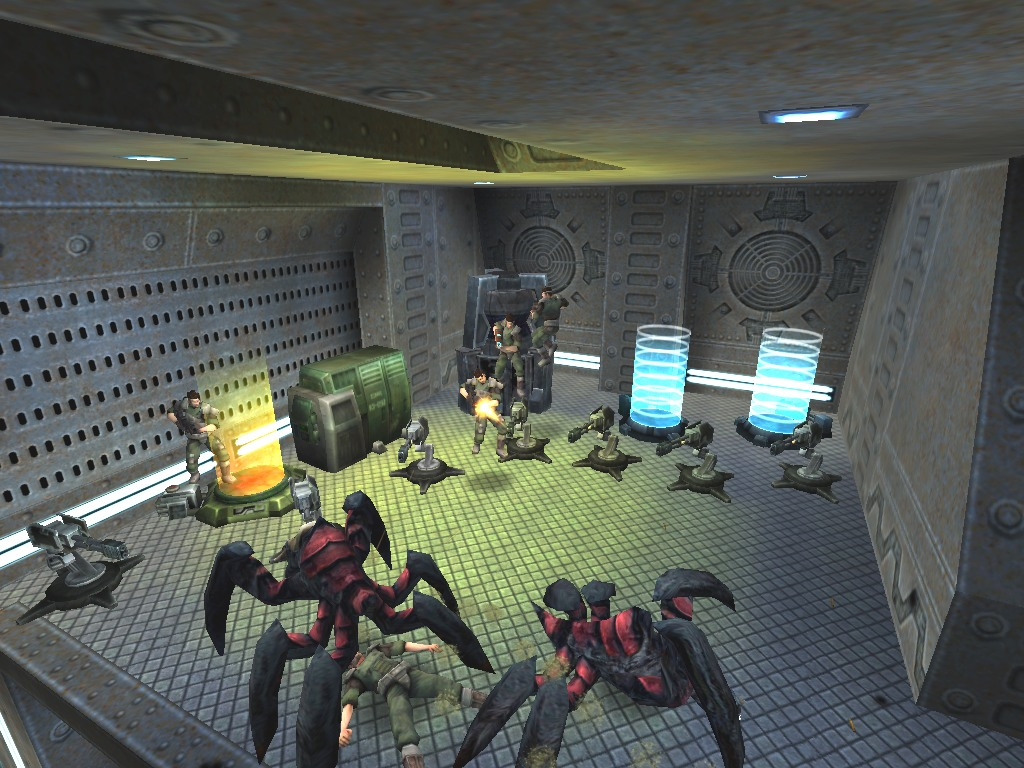
Área de la base humana en el videojuego

El desarrollo de Tremulous comenzó en el 2000 como una modificación del motor de Quake III Arena. Está inspirado sobre todo en Gloom, que a su vez es una modificación de Quake II. La versión 1.0.0 fue lanzada el 11 de agosto del 2005.
Gracias al lanzamiento código de Quake III bajo la licencia GPL, los desarrolladores decidieron lanzar Tremulous 1.1.0 como un juego que ya no necesitaba Quake para ser jugado.
Desde entonces, el número de usuarios ha ido creciendo hasta ser uno de los juegos más populares en cuanto a GNU/Linux.

## Futuro del juego
Los desarrolladores han lanzado varios parches (en fase beta) de su próxima versión. Según cuenta la comunidad, la nueva versión 1.2 podría ser lanzada este mismo año.